# Maleïnezuuranhydride
Maleïnezuuranhydride is een organische verbinding met als brutoformule C4H2O3. De stof komt voor als een kleurloos tot wit kristallijn poeder met een onaangename geur. Ze wordt ook vaak getransporteerd of opgeslagen in gesmolten toestand op ca. 70°C. Maleïnezuuranhydride is het carbonzuuranhydride van maleïnezuur.
Maleïnezuuranhydride wordt vooral gebruikt voor de productie van onverzadigde polyesterharsen, die als composietmaterialen gebruikt worden. Het is ook comonomeer voor de thermoplastische kunststof styreen-maleïnezuuranhydride (SMA).

## Synthese
Maleïnezuuranhydride werd voor het eerst commercieel geproduceerd rond 1930 door partiële katalytische oxidatie van benzeen. Als katalysator werd een vanadium-fosfor-oxide (VPO) gebruikt. Deze syntheseroute wordt echter steeds minder gevolgd, vanwege de stijgende grondstofprijs van benzeen en de strenge milieuvoorwaarden die met het gebruik van het kankerverwekkende benzeen gepaard gaan. In plaats daarvan wordt maleïnezuur grotendeels geproduceerd door partiële katalytische oxidatie van n-butaan:
{\displaystyle {\ce {2C4H10 + 7O2 -> 2C4H2O3 + 8H2O}}}
Dit is een complexe chemische reactie, die het afsplitsen van waterstofatomen, het inbrengen van zuurstofatomen en een ringvorming behelst. Hiervoor wordt een VPO-katalysator gebruikt. Monsanto begon met deze synthese in 1974. Midden de jaren 80 werd alle maleïnezuuranhydride in de Verenigde Staten uit butaan bereid. In de rest van de wereld ging de omschakeling langzamer. In 1993 was nog ca. 38% van de productiecapaciteit op wereldbasis gebaseerd op benzeen.
De globale productiecapaciteit aan maleïnezuur werd in 1992 geschat op 836.000 ton per jaar. BASF exploiteert in Feluy (België) een installatie voor de productie van maleïnezuuranhydride op basis van butaan, met een capaciteit van 115.000 ton per jaar.

## Toepassingen
Maleïnezuuranhydride is een geschikte grondstof voor de productie van veel andere stoffen. Dit is te danken aan de reactiviteit van de dubbele binding in combinatie met de twee carbonylgroepen.
De belangrijkste industriële toepassing van maleïnezuuranhydride is de polymerisatie met glycolen en epoxiden tot lineaire onverzadigde polyesters. Er wordt doorgaans nog een derde monomeer gebruikt zoals styreen of een vinyl-monomeer, zodat een sterke, onoplosbare en starre driedimensionale macromolecule wordt bekomen. Glasvezelversterkte onverzadigde polyesters worden vooral gebruikt in de scheepsbouw, in de bouw, voor componenten voor de badkamer, kunststoftanks en -leidingen enz.
Maleïnezuuranhydride kan ook zelf polymeriseren dankzij de aanwezigheid van de dubbele binding, maar meestal wordt het gebruikt in copolymeren. Bruikbare comonomeren zijn styreen, vinylchloride, vinylesters, acrylonitril, acrylzuur, acrylaten, methacrylzuur, acrylamide, acroleïne en alkenen zoals etheen. Styreen-maleïnezuuranhydride (SMA) is een technisch polymeer, dat in vezelversterkte vorm gebruikt wordt voor onder andere bepaalde delen van de binnenuitrusting van wagens, zoals instrumentenpaneel of de console tussen de voorzetels. Het wordt ook gebruikt voor de behandeling van papier en in vloerwas. Copolymeren met acrylzuur worden gebruikt in detergenten.
Van maleïnezuuranhydride afgeleide producten worden ook gebruikt als smeermiddeladditief. Via katalytische hydrogenering kunnen derivaten als barnsteenzuuranhydride, γ-butyrolacton, tetrahydrofuraan en 1,4-butaandiol geproduceerd worden.
Maleïnezuurhydrazide is commercieel gebruikt in land- en tuinbouw als plantengroeiregelaar. Het heeft de eigenschap dat het de groei van planten belet zonder ze te doden. Merknamen van dit product zijn of waren Malazide, Regulox, Slo-Go, Burtolin en Sprout-Stop. Maleïnezuuranhydride is ook gebruikt voor de synthese van een aantal pesticiden (insecticiden, fungiciden, herbiciden, plantengroeiregelaars), zoals malathion (niet meer in gebruik), daminozide (merknaam Alar; ook niet meer in gebruik), captan en endothal.
De cycloadditie met 1,3-butadieen levert tetrahydroftaalzuuranhydride. Maleïnezuuranhydride hydrolyseert in water bij kamertemperatuur tot maleïnezuur. Bij hogere temperaturen resulteert de hydrolyse in fumaarzuur (een stereoisomeer van maleïnezuur). Fumaarzuur wordt gebruikt in de papierindustrie, maar ook om voedingswaren aan te zuren, net als appelzuur, dat uit fumaarzuur kan bereid worden.

## Toxicologie en veiligheid
Maleïnezuuranhydride is sterk irriterend voor de ogen, de huid en de luchtwegen. Kortstondige inademing van de stof kan op astma lijkende reacties veroorzaken. Herhaalde of langdurige blootstelling kan astma veroorzaken.
De stof kan ook doorheen de huid opgenomen worden. Veelvuldig huidcontact kan leiden tot huidontsteking.
Maleïnezuuranhydride is een brandbare stof. Met amines en pyridines kan het hevig reageren en deze reacties kunnen explosief zijn.